# Geograf Bawarski
Geograf Bawarski – anonimowy mnich znany ze sporządzenia spisu grodów zwanego „Zapiską karolińską”, nota Descriptio civitatum et regionum ad septentrionalem plagam Danubii (pol. Opis grodów i ziem z północnej strony Dunaju) spisana około roku 845 w Ratyzbonie dla Ludwika Niemca, odkryta w bibliotece elektora bawarskiego, w księdze z XII w., przez hrabiego de Buat, ministra pełnomocnego Ludwika XV, który ogłosił ją drukiem w 1772. Zawiera informacje o ludach i plemionach (zwłaszcza plemionach zachodniosłowiańskich), żyjących na wschód od Łaby i na północ od Dunaju, określając liczbę grodów każdego z plemion.
Dokument – obok Dagome Iudex, kronik Widukinda i Thietmara oraz Dokumentu praskiego jest źródłem informacji o wczesnej historii Słowian zachodnich.

## Historia powstania
Jan Potocki, ekscentryczny podróżnik uważany za pierwszego polskiego archeologa, przedrukował tę zapiskę karolińską w 1795 i nadał mu nazwę „Geografa Bawarskiego”, która to potoczna nazwa przyjęła się międzynarodowo do dziś (ang. Bavarian Geographer, franc. Géographe bavarois, ros. Баварский Географ, niem. Bayerischer Geograph, wł. Geografo Bavarese, hiszp. Geógrafo Bávaro).
Przyjmuje się, że autor był wywiadowcą państwa karolińskiego i zebrał wiadomości o Słowianach (głównie połabskich) dla celów wojskowych. Król wschodnich Franków Ludwik II Niemiecki chciał wiedzieć, jaką siłą dysponują poszczególne plemiona. Jako datę powstania przyjmuje się lata 844/845, gdyż pod rokiem 844 znajdujemy podobną zapiskę w Annales Fuldenses (prawdopodobnie autorstwa Rudolfa z Fuldy). Z Fuldy zapiska trafiła do Ratyzbony, gdzie w klasztorze św. Emmerama została poddana drugiej redakcji.

## Spis plemion i grodów według analizyHenryka Łowmiańskiego
- Część 1: Descriptio civitatum et regionum ad septentrionalem plagam Danubii.

(1) Isti sunt qui propinquiores resident finibus Danaorum, quos vocant Nortabtrezi, ubi regio, in qua sunt civitates LIII per duces suos partite.

(2) Uuilci, in qua civitates XCV et regiones IIII.

(3) Linaa est populus, qui habet civitates VII.

(4-6) Prope illis resident, quos vocant Bethenici et Smeldingon et Morizani, qui habent civitates XI.

(7) Iuxta illos sunt, qui vocantur Hehfeldi, qui habent civitates VIII.

(8) Iuxta illos est regio, que vocatur Surbi, in qua regione plures sunt, que habent civitates L.

(9) Iuxta illos sunt quos vocant Talaminzi, qui habent civitates XIII.

(10) Beheimare, in qua sunt civitates XV.

(11) Marharii habent civitates XL.

(12) Uulgarii regio est inmensa et populus multus habens civitates V, eo quod multitudo magna ex eis sit et non sit eis opus civitates habere.

(13) Est populus quem vocant Merehanos, ipsi habent civitates XXX.

Iste sunt regiones, que terminant in finibus nostris.
- Część 2 : Isti sunt, qui iuxta istorum fines resident.

(14) Osterabtrezi, in qua civitates plus quam C sunt.

(15) Miloxi, in qua civitates LXVII.

(16) Phesnuzi habent civitates LXX.

(17) Thadesi plus quam CC urbes habent.

(18) Glopeani, in qua civitates CCCC aut eo amplius.

(19) Zuireani habent civitates CCCXXV.

(20) Busani habent civitates CCXXXI.

(21) Sittici regio inmensa populis et urbibus munitissimis.

(22) Stadici, in qua civitates DXVI populousque infinitus.

(23) Sebbirozi habent civitates XC.

(24) Unlizi populus multus civitates CCCCXVIII.

(25) Neriuani habent civitates LXXVIII.

(26) Attorozi habent civitates CXLVIII, populus ferocissimus.

(27) Eptaradici habent civitates CCLXIII.

(28) Uuilerozi habent civitates CLXXX.

(29) Zabrozi habent civitates CCXII.

(30) Znetalici habent civitates LXXIIII.

(31) Aturezani habent civitates CIIII.

(32) Chozirozi habent civitates CCL.

(33) Lendizi habent civitates XCVIII.

(34) Thafnezi habent civitates CCLVII.

(35) Zeriuani, quod tantum est regnum, ut ex eo cuncte genetes Sclauorum exorte sint et originem, sicut affirmant, ducant.

(36) Prissani civitates LXX.

(37) Uelunzani civitates LXX.

(38) Bruzi plus est undique quam de Enisa ad Rhenum

(39) Uuizunbeire

(40) Caziri civitates C.

(41) Ruzzi.

(42) Forsderen.

(43) Liudi.

(44) Fresiti.

(45) Serauici.

(46) Lucolane.

(47) Ungare.

(48) Uuislane.

(49) Sleenzane civitates XV.

(50) Lunsizi civitates XXX.

(51) Dadosesani civitates XX.

(52) Milzane civitates XXX.

(53) Besunzane civitates II.

(54) Uerizane civitates X.

(55) Fraganeo civitates XL.

(56) Lupiglaa civitates XXX.

(57) Opolini civitates XX.

(58) Golensizi civitates V.
Nowe spojrzenie na identyfikację plemion wymienianych przez Geografa przedstawia praca Jerzego Nalepy z 2003 r. (O nowszym ujęciu problematyki plemion słowiańskich u „Geografa Bawarskiego”. Uwagi krytyczne, Slavia Occidentalis, T. 60 (2003), s. 9-63).

### Wnioski
Liczba podana rzymskimi cyframi za nazwą plemienia oznacza liczbę civitates (l.m. od lat. civitas = społeczność, gmina, osada). W tym spisie nie ma Polan ani Chorwatów.
Według mapy teren dzisiejszej Wielkopolski (okolice pierwszej stolicy Polski) zamieszkiwało plemię (15) Miloxi, in qua civitates LXVII (67 osad).

## Polecana literatura
- Henryk Łowmiański, O pochodzeniu Geografa bawarskiego, Roczniki Historyczne, R. 20, 1955, s. 9-58; reed: w: Studia nad dziejami Słowiańszczyzny, Polski i Rusi w wiekach średnich, Wydawnictwo Naukowe Uniwersytetu im. Adama Mickiewicza, Poznań 1986, s. 104-150, ISSN 0554-8217
- Henryk Łowmiański, O identyfikacji nazw Geografa bawarskiego, Studia Źródłoznawcze, t. III: 1958, s. 1-22; reed: w: Studia nad dziejami Słowiańszczyzny, Polski i Rusi w wiekach średnich, Wydawnictwo Naukowe Uniwersytetu im. Adama Mickiewicza, Poznań 1986, s. 151-181, ISSN 0554-8217
- Krzysztof Tomasz Witczak, Dwa studia nad “Geografem Bawarskim”, Roczniki Historyczne, R. 59, 1993, s. 5-17
- Gerhard Billig, Zur Rekonstruktion der ältesten slawischen Burgbezirke im obersächsisch-meißnischen Raum auf der Grundlage des Bayerischen Geographen, Neues Archiv für sächsische Geschichte 66 (1995), s. 27-67
- Jerzy Nalepa, O nowszym ujęciu problematyki plemion słowiańskich u „Geografa Bawarskiego”. Uwagi krytyczne, Slavia Occidentalis, T. 60, 2003, s. 9-63.

## Dodatkowa literatura
- Le comte du Buat, Histoire ancienne des peuples de l'Europe, Paris 1772, T. XI, s. 145-149
- Jan Potocki, Fragments historiques et géographiques sur la Scythie, Sarmatie, et les Slaves, Brunswick 1795, T. II, s. 281-284
- Joachim Lelewel, Winulska Sławiańszczyzna z Geografa bawarskiego, Tygodnik Wileński, nr 47, z dn. 8 października 1816, s. 333, i w następnych numerach 48-50
- Joachim Lelewel, Geographe du Moyen Age III, Bruxelles 1852, s. 21-45
- Victor von Keltsch, Der bairische Geograph, Alpreussische Monatsschr., 23 (1886), Nr. 7, 8, s. 505-560
- Anton Králiček, Der s.g. bairische Geograph und Mahren, Zeitschr d. Vereins f. die Geschichte Mahrens u. Schlesiens II (1898), s. 216-235, 340-360
- Stanisław Zakrzewski, Opis grodów i terytoriów z północnej strony Dunaju czyli tzw. Geograf bawarski, Lwów 1917
- Eugeniusz Kucharski, Polska w zapisce karolińskiej zwanej niewłaściwie „Geografem bawarskim”, [w:] Pamiętnik IV powszechnego Zjazdu historyków polskich, t. I, Lwów 1925, sekcja II, s. 111
- Eugeniusz Kucharski, Zapiska karolińska zwana niewłaściwie „Geografem bawarskim”, Sprawozdania Tow. Nauk. we Lwowie, t. V (1925), s. 81-86
- Wolfgang H. Fritze, Die Datierung des Geographus Bavarus, Zschr f. Slavische Philologie, 21, Heft 2 (1952), s. 326-342
- Jerzy Lesław Wyrozumski, Historia Polski do roku 1505, Warszawa 1989, s. 10